# Jichișu de Jos
Jichișu de Jos es una comuna de Rumania, en el distrito de Cluj. Su población en el censo de 2002 era de 1.324 habitantes.
- Datos: Q16426209

1. ↑  Worldpostalcodes.org,código postal n.º 407345.